# Spy Bar
För postering för KFOR-styrkan i Kosovo 1999–2006, se Spy Bar (KFOR)

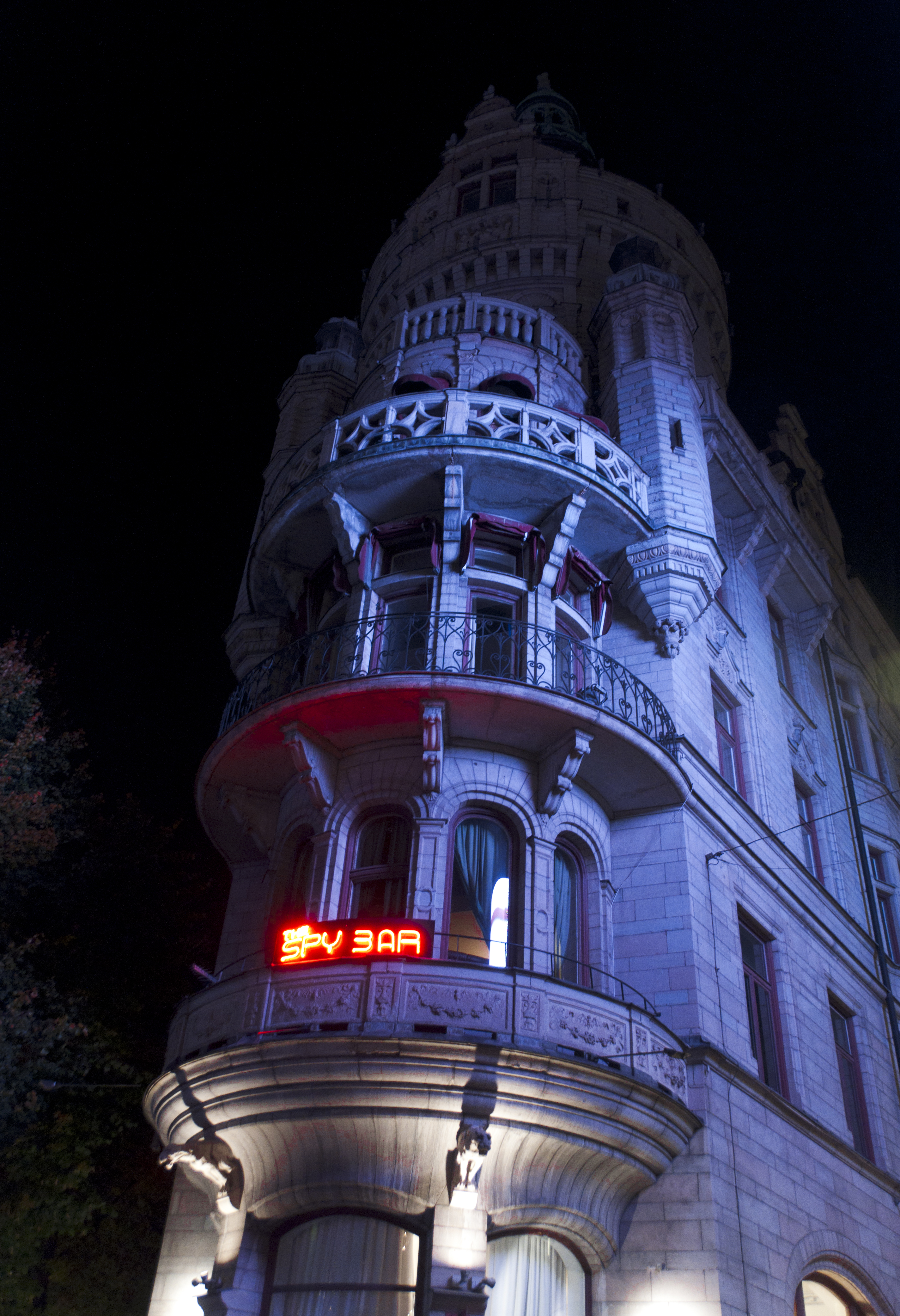
Spybar

Spy Bar är en nattklubb som sedan 1995 är inrymd i Daneliuska huset på Birger Jarlsgatan 20 vid Stureplan i Stockholm. Krogen är rikskänd som ett populärt tillhåll för Sveriges kändisar. 
Spy Bar ingår i krogkoncernen Stureplansgruppen, och är en av gruppens två ursprungliga krogar, tillsammans med Laroy. I utkanten av Humlegårdsparken ligger också Restaurang Humlegården, i folkmun kallad Spymlan, som ses som Spy Bars uteservering.
Spy Bar drevs mellan 2006 och 2012 av journalisten och nöjesprofilen Carl M Sundevall. 
Sedan 2016 har nattklubben drivits av Joel Ighe och Charlie Lindström.  